# 669 Kypria
Kypria (asteroide 669) é um asteroide da cintura principal com um diâmetro de 31,75 quilómetros, a 2,7641006 UA. Possui uma excentricidade de 0,0824955 e um período orbital de 1 909,92 dias (5,23 anos).
Kypria tem uma velocidade orbital média de 17,16010448 km/s e uma inclinação de 10,78161º.
Este asteroide foi descoberto em 20 de Agosto de 1908 por August Kopff.